# Горно-Алтайск
Горно-Алтайск (на руски: Горно-Алтайск; на южноалатайски: Туулу Алтай) е град в Азиатска Русия, административен център на Република Алтай.

## География
Намира се в северозападната част на планината Алтай, на 3641 километра от Москва. Населението му е 62 309 души към 2015 г.

### Население
| 1926   | 1931   | 1933   | 1939   | 1959   | 1962   | 1967   |
| ------ | ------ | ------ | ------ | ------ | ------ | ------ |
| 5691   | 8500   | 11 763 | 24 045 | 27 534 | 29 000 | 32 000 |
| 1970   | 1973   | 1979   | 1989   | 1992   | 1996   | 2000   |
| 34 413 | 37 000 | 40 296 | 46 436 | 47 800 | 48 300 | 52 200 |
| 2003   | 2006   | 2009   | 2012   | 2013   | 2014   | 2015   |
| 53 500 | 53 100 | 55 180 | 59 720 | 60 828 | 61 420 | 62 309 |

### Климат
Горно-Алтайск е разположен в зона на влажен умереноконтинентален климат. Средната годишна температура е 3,2 °C. Най-ниската измерена температура е -48,6 °С, а най-високата е 40,3 °С.
| Климатични данни за Горно-Алтайск  | Климатични данни за Горно-Алтайск | Климатични данни за Горно-Алтайск | Климатични данни за Горно-Алтайск | Климатични данни за Горно-Алтайск | Климатични данни за Горно-Алтайск | Климатични данни за Горно-Алтайск | Климатични данни за Горно-Алтайск | Климатични данни за Горно-Алтайск | Климатични данни за Горно-Алтайск | Климатични данни за Горно-Алтайск | Климатични данни за Горно-Алтайск | Климатични данни за Горно-Алтайск | Климатични данни за Горно-Алтайск |
| Месеци                             | яну.                              | фев.                              | март                              | апр.                              | май                               | юни                               | юли                               | авг.                              | сеп.                              | окт.                              | ное.                              | дек.                              | Годишно                           |
| Средни максимални температури (°C) | −9,2                              | −7,5                              | 0,0                               | 10,5                              | 19,7                              | 25,2                              | 26,8                              | 24,2                              | 18,6                              | 8,8                               | −1,4                              | −8                                |                                   |
| Средни температури (°C)            | −14,2                             | −13,3                             | −5,8                              | 4,5                               | 12,8                              | 18,5                              | 20,3                              | 17,8                              | 12,2                              | 3,9                               | −5,7                              | −12,6                             |                                   |
| Средни минимални температури (°C)  | −19,1                             | −19,1                             | −11,5                             | −1,5                              | 5,9                               | 11,8                              | 13,9                              | 11,4                              | 5,8                               | −1                                | −10                               | −17,1                             |                                   |
| Средни месечни валежи (mm)         | 16                                | 16                                | 16                                | 29                                | 57                                | 62                                | 73                                | 67                                | 47                                | 41                                | 26                                | 22                                |                                   |
| ---------------------------------- | --------------------------------- | --------------------------------- | --------------------------------- | --------------------------------- | --------------------------------- | --------------------------------- | --------------------------------- | --------------------------------- | --------------------------------- | --------------------------------- | --------------------------------- | --------------------------------- | --------------------------------- |
| Източник: Climate-Data             |                                   |                                   |                                   |                                   |                                   |                                   |                                   |                                   |                                   |                                   |                                   |                                   |                                   |

## История
Основан е през 1848 г. като село Улала от заселници от Бийск. През 1922 г. става административен център на новосъздадената Горноалтайска автономна област, получава статут на град през 1928 г.
Името на града е променено на Ойрот-Тура през 1932 г. Сегашното си име получава през 1948 г.

## Икономика
Градът е център на промишлеността в републиката. В миналото там е имало около 10 завода, но днес те са превърнати в пазари. Към 2010 г. в града работи единствено железобетонен завод. Селското стопанство не е добре развито поради планинския терен. Икономиката на града се базира на третичния сектор. Основен принос имат туризмът и търговията. Градът също така разчита на инвестиции и субсидии.
Основният транспорт в Горно-Алтайск е автомобилният – с автобус или маршрутка. Градът разполага с летище. Най-близката железопътна гара е в Бийск, на около 100 km северозападно от града.

## Наука
В града е разположен Горно-Алтайският държавен университет, който има 7 факултета. В сферата на науката работи Институтът по алтаистика.

## Култура
Горно-Алтайск има Музей на Република Алтай, театър и 5 билбиотеки, сред които Националната библиотека на Република Алтай.
В града има 3 православни църкви, старообредски храм, джамия и будистки дацан.